# 本特·斯特龙根

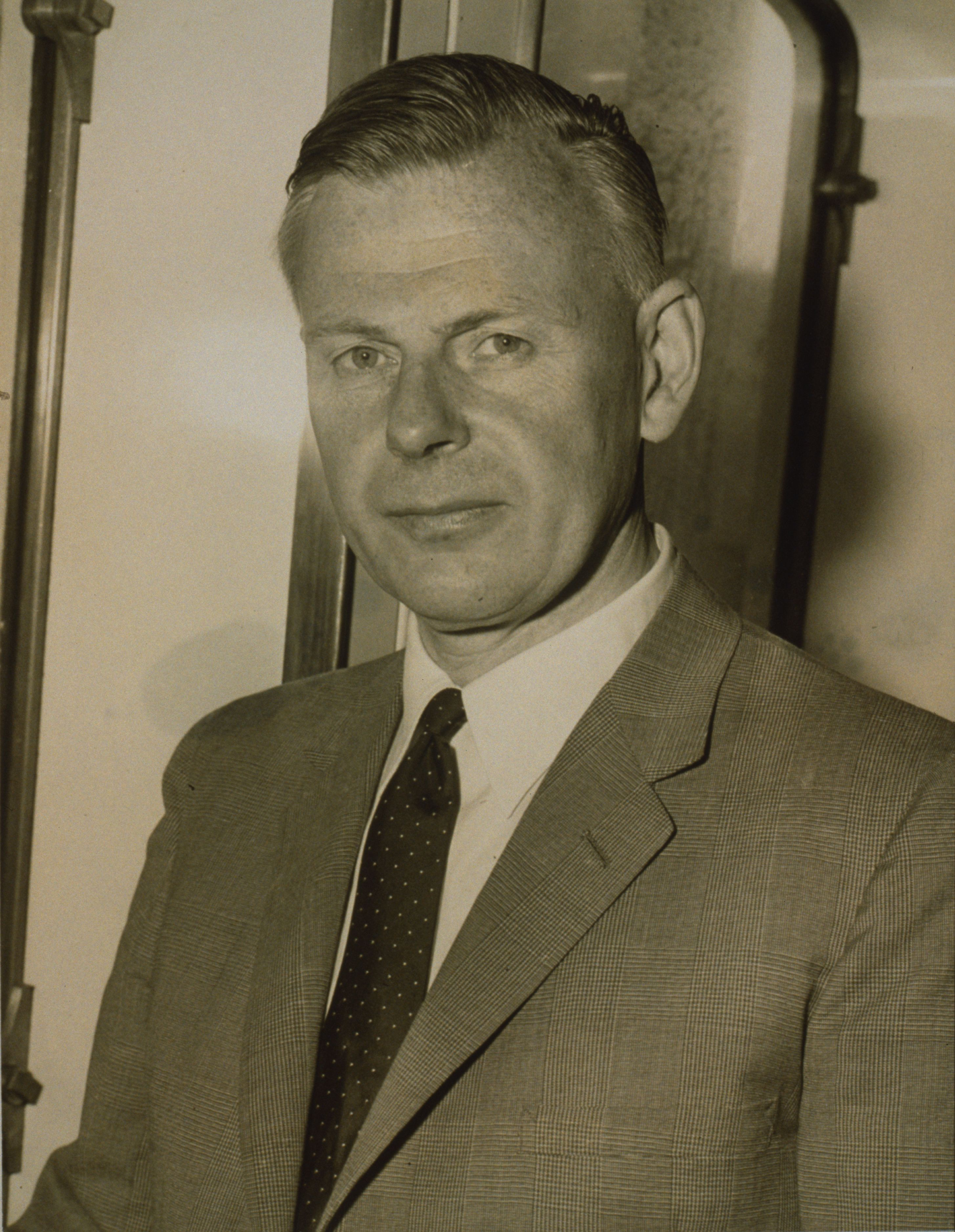
斯特龙根，摄于1957年

本特·格奥尔·丹尼尔·斯特龙根（丹麥語：Bengt Georg Daniel Strömgren，1908年1月21日—1987年7月4日），丹麦天文学家。

## 生平
1908年出生于丹麦的哥德堡（今屬瑞典），父亲伊利斯·斯特龍根是哥本哈根大学的天文学教授、哥本哈根大学天文台的台长。斯特龙根1925年进入哥本哈根大学，只用了两年就完成了本科学业，又用了两年以优异的成绩获得博士学位。斯特龙根曾在玻尔研究所从事理论物理学的研究，这对他后来的研究工作产生了重要的影响。
1936年，受芝加哥大学的天文学家奥托·斯特鲁维的邀请，斯特龙根前往美国叶凯士天文台工作了18个月，返回丹麦后，1940年，他继承了父亲的职位，担任哥本哈根大学天文台台长。在丹麦被德国占领期间，斯特龙根领导建设了一个新的天文台——Brorfelde天文台。第二次世界大战结束后，丹麦的天文学研究受到严重缺乏资金的困扰，斯特龙根决定离开丹麦，1951年前往美国，担任叶凯士天文台和麦克唐纳天文台的台长。1957年，他成为普林斯顿高等研究院的第一位理论天体物理学教授，直到1967年。此后他返回祖国丹麦。1970年到1973年，斯特龙根担任国际天文学联合会的主席。1987年病逝。
斯特龙根于20世纪30年代在恒星大气、恒星结构方面做了大量的工作，最重要的贡献是星际气体的电离理论。他推导了恒星的紫外辐射将气体云电离，形成电离氢区的边界，该边界以内的区域称为斯特龙根球，其到中心恒星的距离称为斯特龙根半径。后来他从事太阳和恒星光谱的研究，并于20世纪50年代提出了四色测光系统，称为斯特龙根测光系统。1959年，斯特龙根获得布鲁斯奖，1962年获得了英国皇家天文学会金质奖章。